# Jordi Cinca Mateos
Jordi Cinca Mateos (Andorra la Vieja, 26 de julio de 1965) es un político, funcionario y empresario, del ámbito andorrano. Está casado y tiene tres hijos.

## Ámbito político
Jordi Cinca fue portavoz del Gobierno Andorrano desde 1990 al 1993, y consejero general (diputado) entre 1993 y 1996. El 2011, fue nombrado ministro de Finanzas y Función Pública. Desde 2015 es Ministro de Finanzas.
Alguien realizó disparos con arma de fuego contra su domicilio particular, el domingo, 20 de mayo de 2012.
El 5 de abril de 2016 fue implicado en un escándalo financiero internacional llamado Papeles de Panamá por haber mantenido una sociedad "offshore" en Panamá mientras era el director general y accionista de la empresa Orfund dedicada al refinado de oro y relacionada con la familia Thyssen, a principio del mes de mayo de 2016 se le vinculó también al tráfico de diamantes de sangre a través del entramado de empresas opacas del grupo Orfund creado por el mismo, provocando que los partidos de la oposición pidieran su dimisión.